# Церква святого пророка Іллі (Камінь-Каширський)
Церква Святого пророка Іллі — дерев'яна церкви у місті Камінь-Каширський Камінь-Каширського району Волинської області. Пам'ятка архітектури національного значення України (охоронний № 1021).

## Історія
У «Описі церковних приходів», який був складений у свій час секретарем Волинського Єпархіального Архієрея священиком Миколою Переверзєвим значиться, що храм святого Іллі побудований у 1700 році.
У 1886 році здійснений капітальний ремонт з добудовою дзвіниці.
У 1970 році церква була знята з реєстрації, зазнала сильного пошкодження. Повністю відбудована у 1989 році.
7 квітня 2015 року церква повністю згоріла, вогонь знищив церковне майно, але частину реліквій вдалося врятувати. Причиною пожежі фахівці МНС назвали порушення правил пожежної безпеки.
17 червня 2019 року на церковному подвір’ї, м. Каменя - Каширського котре належить Свято-Іллінській православній громаді, було звершено чин освячення закладного каменя в основу нового храму.
2 серпня 2019 року розпочалося зведення нового величного собору на честь святого пророка у спорудженому нижньому приділі майбутнього Свято-Іллінського собору відбулося урочисте велелюдне богослужіння.

## Опис
Церква отримала архітектурний декор в псевдоросійському стилі. Дерев'яна, на кам'яному фундаменті, тридільна, з однією банею. Четверик центрального зрубу виділений в плані, перекритий зімкнутим зрубним склепінням на світловому восьмерику. П'ятигранна апсида і високий верх з круглим вікном в кожній грані восьмерика відносять пам'ятник до розвиненого типу тризрубних волинських церков. Дзвіниця, яка примикає до західного фасаду, надала композиції пам'ятки характер московського зодчества XIX ст.
Ряд ікон XVII—XVIII ст. з Іллінського храму, які є пам'ятками мистецтва, зберігаються в Музеї Волинської ікони у Луцьку, серед них - монументальна «Спас Вседержитель» (перша половина XVII ст.)

## Галерея

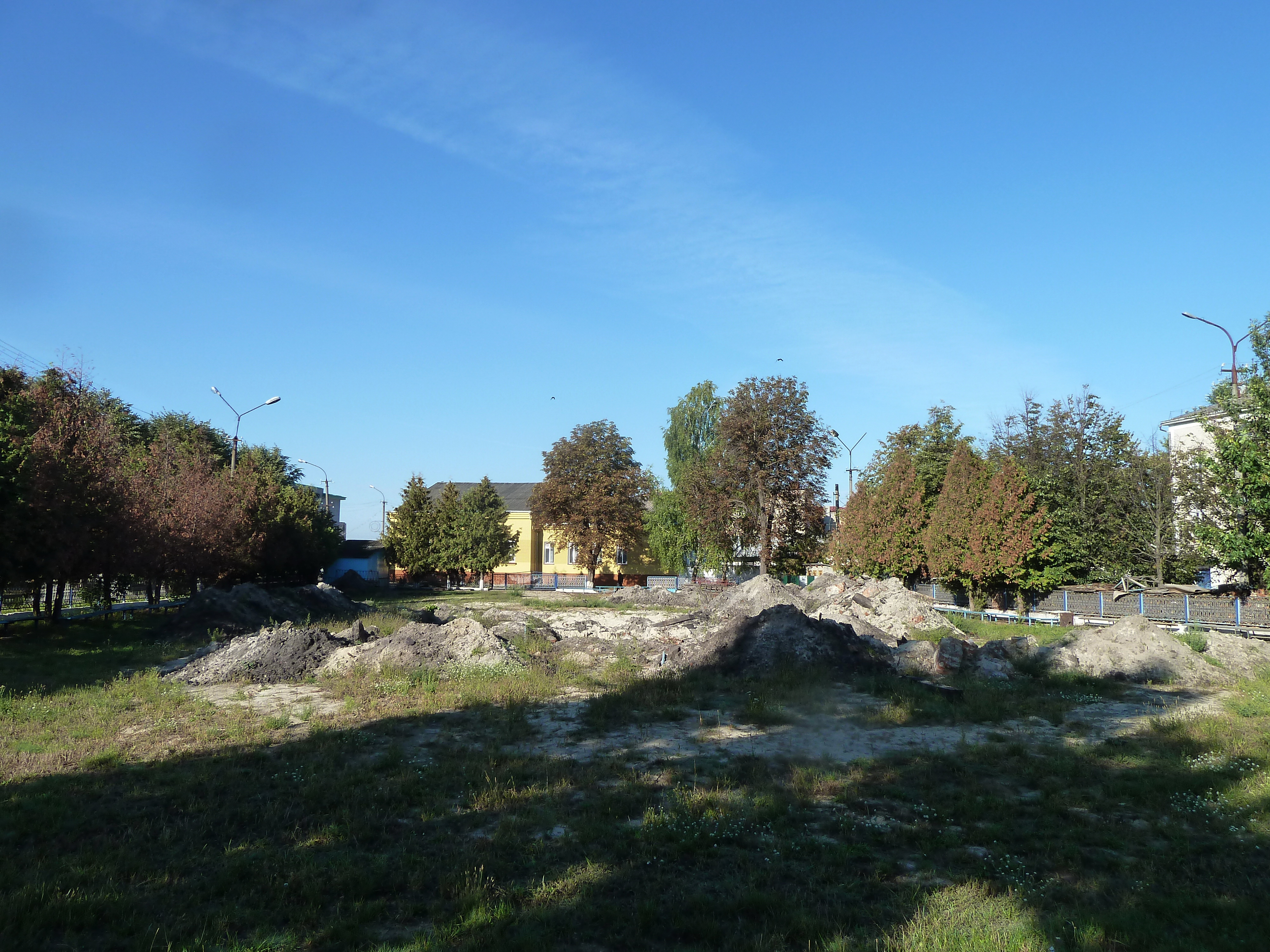
Руїни (згоріла 07.04.2015 року)
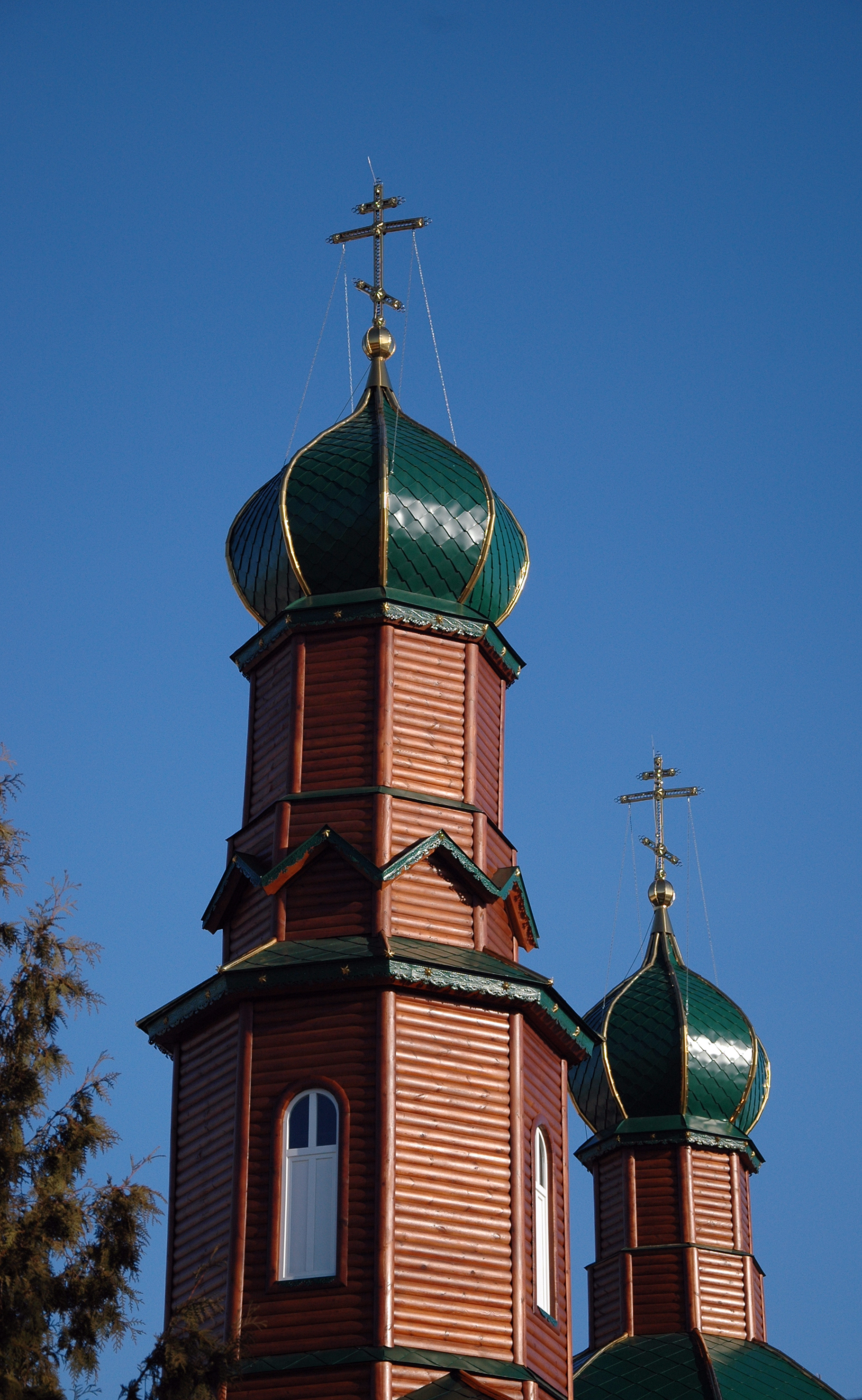
Верхи церкви